# June Foulds
June Florence Foulds, później kolejno: Paul, Carroll i Reynolds (ur. 13 czerwca 1934 w Shepherd’s Bush w Londynie, zm. 6 listopada 2020) – brytyjska lekkoatletka specjalizująca się w krótkich biegach sprinterskich, dwukrotna uczestniczka letnich igrzysk olimpijskich (Helsinki 1952, Melbourne 1956), dwukrotna medalistka olimpijska w biegach sztafetowych 4 × 100 metrów: srebrna (1956) oraz brązowa (1952).

## Sukcesy sportowe
- dwukrotna mistrzyni Wielkiej Brytanii w biegu na 100 m – 1950, 1951
- mistrzyni Wielkiej Brytanii w biegu na 100 jardów – 1956[3]
- trzykrotna rekordzistka świata w biegach sztafetowych: 4 × 220 jardów (dwukrotnie w 1951 r.) oraz 4 × 200 m (1952)[4]

| Rok  | Miasto    | Zawody                                                 | Konkurencja                                                   | Wynik                             |
| ---- | --------- | ------------------------------------------------------ | ------------------------------------------------------------- | --------------------------------- |
| 1950 | Bruksela  | mistrzostwa Europy                                     | sztafeta 4 × 100 m bieg na 100 m                              | złoty medal brązowy medal         |
| 1952 | Helsinki  | igrzyska olimpijskie                                   | sztafeta 4 × 100 m                                            | brązowy medal                     |
| 1956 | Melbourne | igrzyska olimpijskie                                   | sztafeta 4 × 100 m bieg na 200 m                              | srebrny medal 5. miejsce          |
| 1958 | Cardiff   | igrzyska Imperium Brytyjskiego i Wspólnoty Brytyjskiej | sztafeta 4 × 110 jardów bieg na 220 jardów bieg na 100 jardów | złoty medal 4. miejsce 5. miejsce |

## Rekordy życiowe
- bieg na 100 m – 11,6 – 1956
- bieg na 200 m – 23,7 – 1956